# Визовая политика Мавритании

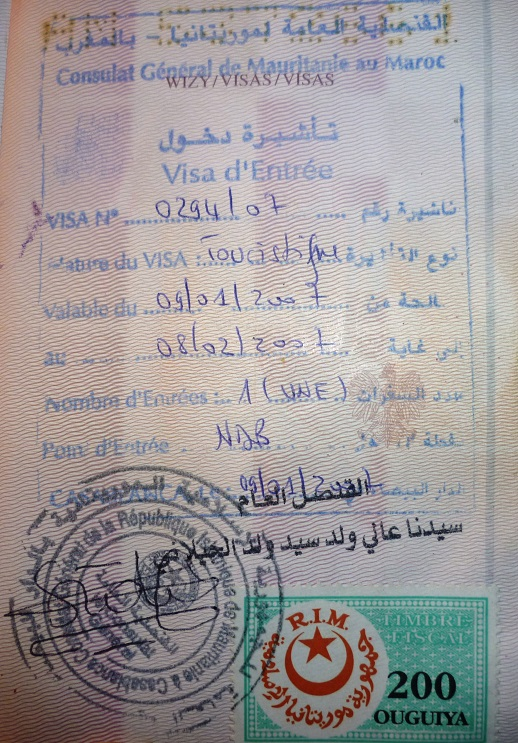
Мавританская туристическая виза, выданная в Марокко

Визовая политика Мавритании состоит из требований, предъявляемых к иностранным гражданам для поездок в Исламскую Республику Мавританию, въезда в данную страну и пребывания в ней. В соответствии с законодательством, посетители Мавритании должны получить визу в одной из дипломатических миссий Мавритании, если они не являются гражданами стран, освобождённых от виз.

## Карта визовой политики

Мавритания
Безвизовый въезд (90 дней)
Требуется получение визы; виза по прибытии

## Освобождение от визы
Граждане следующих стран могут посещать Мавританию, не имея визы, на срок до 90 дней:
- Алжир
- Ливия
- Тунис
- Гамбия
- Кот-д’Ивуар
- Мали
- Нигер
- Сенегал

Освобождение от мавританской визы также распространяется на владельцев дипломатических или служебных паспортов следующих стран:
- Бразилия
- Болгария
- Китай
- Иран
- Турция
- Египет
- Гвинея-Бисау
- Марокко

Если владельцы паспортов любой страны прибывают в международный аэропорт Нуакшот-Умтунси, то они также могут получить визу по прибытии сроком на 30 дней. Однако при этом гражданам Сирии требуется предварительное разрешение от Главного управления национальной безопасности.